# Trox plicatus
Trox plicatus es una especie de escarabajo del género Trox, familia Trogidae. Fue descrita científicamente por Robinson en 1940.
Se distribuye por la ecozona del Neártico y la región neotropical. Habita en los Estados Unidos (Arizona, Texas) y México. Mide 7,5-9 milímetros de longitud.